# هوغو جازمين
هوغو جازمين (بالإسبانية: Hugo Jazmín)‏ هو لاعب كرة قدم أرجنتيني، ولد في 7 سبتمبر 1979 في فورموزا في الأرجنتين. لعب مع هوراكان.

## وصلات خارجية
- هوغو جازمين على موقع قاعدة بيانات كرة القدم.إي يو (الإنجليزية)
- هوغو جازمين على موقع Soccerway.com (الإنجليزية)